# Liophryne miniafia
Espèce
Liophryne miniafia est une espèce d'amphibiens de la famille des Microhylidae.

## Répartition
Cette espèce est endémique de la province nord (ou d'Oro) en Papouasie-Nouvelle-Guinée. Elle se rencontre entre 830 et 1 045 m d'altitude sur les pentes Sud du mont Trafalgar.

## Publication originale
- Kraus, 2014 : A new species of Liophryne (Anura: Microhylidae) from Papua New Guinea. Journal of Herpetology, vol. 48, p. 255–261.